# XI (人工衛星)
XI（X-factor Investigator, サイ）は東京大学中須賀研究室（ISSL）のCubeSatシリーズ。実験モデルとしてXI-IからXI-IIIの3機が製作され、フライトモデルとしてXI-IVが、そのバックアップとしてXI-Vが作製された。XI-IVとXI-Vは実際に地球周回軌道に投入された。

## XI-IV
XI-IV（サイ・フォー）はXIプロジェクトにおける4号機。2003年6月30日にロシアのプレセツク宇宙基地から相乗り衛星として打ち上げられた。打ち上げ後、CMOSイメージセンサーによって地球を撮影、地上への送信に成功した。2003年10月29日に定常運用を終了し、2010年6月現在は後期運用中。

## XI-V
XI-V（サイ・ファイブ）はXIプロジェクトにおける5号機。フライトモデルである4号機のバックアップとして同時期に同設計で開発された。当初は打ち上げられる予定では無かったが、4号機の成功を受け太陽電池の実証ミッションが提案されたため打ち上げが行われることになった。2005年10月27日にロシアのプレセツク宇宙基地から相乗り衛星として、ESAの教育用衛星SSETI Expressに収納された形で打ち上げられた。 
XI-VにもCMOSイメージセンサーが搭載されているが、XI-IVで使用されたカメラ制御用ソフトウェアを変更し、XI-IVの倍のサイズの画像取得や、衛星の姿勢運動推定用の連続撮影モードなどが可能になっている。また新型太陽電池であるCIGS太陽電池を搭載し、劣化傾向の評価を行った。
2010年6月現在は後期運用中。

## 参考資料
1. ↑  “XI-IV 打ち上げ情報”.   東京大学 CubeSat プロジェクト. 2010年6月13日閲覧。
2. 1 2 3 4 5  “Launch/Orbital information for Cubesat XI-IV”.   NASA NSSDC. 2010年6月13日閲覧。
3. 1 2 3 4  “CubeSat スペック一覧”.   東京大学 CubeSat プロジェクト. 2010年6月13日閲覧。
4. 1 2  “東大CubeSatミッション”.   東京大学 CubeSat プロジェクト. 2010年6月13日閲覧。
5. ↑  “XI-V 打ち上げ情報”.   東京大学 CubeSat プロジェクト. 2010年6月13日閲覧。
6. 1 2 3 4  “CUBESAT XI-V”. REAL TIME SATELLITE TRACKING. 2010年6月13日閲覧。
7. ↑  “衛星基本情報”. 東京大学中須賀研究室地上局. 2010年6月13日閲覧。
8. 1 2 3  “XI-Vミッション”.   東京大学 CubeSat プロジェクト. 2010年6月13日閲覧。